# Luis Razetti
Luis Razetti (Caracas, Venezuela, 10 de septiembre de 1862 - ibídem, 14 de mayo de 1932) fue un médico cirujano, que apoyó y logró una serie de avances en el progreso de la medicina venezolana. Se gradúa de Doctor en Medicina en la Universidad Central de Venezuela, es el que impulsa el llamado "Renacimiento de la medicina venezolana", en materia de enseñanza, centros de estudios, publicaciones y prácticas médicas en Venezuela. Una de las dos escuelas de Medicina de la Universidad Central de Venezuela lleva su nombre. Junto con José María Vargas y José Gregorio Hernández, Luis Razetti se destaca entre los más importantes valores de la medicina venezolana. Sus restos reposan en el Panteón Nacional de Venezuela, en Caracas, desde el 23 de junio de 1982.

## Biografía
Luis Razetti nació en Caracas, Venezuela, el 10 de septiembre de 1862. Fue bautizado en la iglesia catedral con el nombre de Luis María Francisco Nicolás de Jesús, siendo hijo de Don Luigi Razetti, un comerciante de Génova, Italia y de Doña Emeteria Martínez Sanz, quien era nieta del Lic. Miguel José Sanz, tutor del Libertador Simón Bolívar. Además de Luis, quien era el hijo mayor, el matrimonio Razetti-Martínez Sanz tuvo dos hijos: Enrique y Ricardo. Los hermanos de Luis fueron ingenieros, siendo que Enrique falleció muy joven en 1892 y Ricardo le sobrevivió a Luis hasta 1932. Siendo muy niño, el padre de Luis Razetti viaja a Italia para no volver nunca más a Venezuela, por lo que Doña Emeteria se encarga del cuidado y la educación de sus hijos. Se dice, que una vez, Luis Razetti escribió todo lo que soy se lo debo a ella.
Estudió su primaria en la Escuela Niño Jesús y al graduarse de bachiller obtiene el grado de Bachiller en Filosofía el (13 de julio de 1878). Inmediatamente comienza, en la Universidad Central de Venezuela, sus estudios en Medicina obteniendo el título de Doctor en Medicina y Cirugía el (4 de agosto de 1884), a un mes para cumplir los 22 años de edad. Así, a los pocos días viajó al interior del país, donde desempeñó sus primeros ejercicios profesionales, particularmente, en los estados Lara, Zulia y en los Andes, regresando a Caracas al cabo de 5 años (1884/1889).
En 1890 se trasladó a París donde efectuó sus estudios de postgrado (1890/1893), especializándose en cirugía y obstetricia. La influencia de la escuela francesa, predominante para entonces, marcó una profunda y permanente huella en su pensamiento, aun cuando no dejó de inspirarse en otras fuentes, lo cual está patente en su admiración por Santiago Ramón y Cajal, Charles Darwin y Ernst Haeckel. Regresó a Caracas en diciembre de 1892 a continuar con su ejercicio profesional, el cual ejerció en su ciudad natal, Caracas, hasta su fallecimiento. En 1897 contrae matrimonio con la señorita Luisa Amelia Díaz Guardia, sin embargo, Luis Razetti no tuvo hijos.
Luis Razetti contribuyó decisivamente con el progreso en el campo de la medicina venezolana de su época, realizando importantes aportes, de forma sistemática y organizada, por lo que muchos de sus seguidores y discípulos de aquel entonces, así como médicos contemporáneos, le atribuyen ser el impulsor del «renacimiento de la medicina venezolana». Entre sus aportes más destacados podemos mencionar, en orden cronológico los siguientes: la fundación de la Sociedad de Médicos y Cirujanos de Caracas (1893); el establecimiento de la enseñanza clínica en la Universidad Central de Venezuela; el establecimiento de los concursos del internado y externado de los hospitales (1895); la reforma de las cátedras de Anatomía y de Medicina Operatoria (1895/1896); la fundación del Colegio de Médicos de Venezuela (1902); la fundación de la Academia Nacional de Medicina (1904), de la cual Luis Razetti fue secretario perpetuo; la creación del Congreso Venezolano de Medicina (1911) y la fundación del Instituto Anatómico (1911). Luis Razetti se caracterizó por ser un profesional polifacético.
Como cirujano comparte junto a Pablo Acosta Ortiz la gloria de ser uno de los fundadores de la cirugía moderna en Venezuela. El hospital Vargas fue el escenario por excelencia de su actuación quirúrgica, respaldada por su condición de profesor jefe de la cátedra de Clínica Quirúrgica. En su extensa estadística operatoria, destacan varias intervenciones quirúrgicas realizadas por primera vez en el país. Razetti fue además, el introductor de una multitud de técnicas y empleo de instrumentos quirúrgicos. Entre su bibliografía quirúrgica sobresalen su libro Lecciones y notas de cirugía clínica y sus trabajos sobre apendicitis, perforaciones intestinales tíficas, eclampsia puerperal y la operación cesárea. Fue el fundador, en 1911, de la primera clínica privada que se estableció en Caracas para la hospitalización de enfermos y ejecución de operaciones de alta cirugía. Su hermano, Ricardo Razetti fue el ingeniero proyectista y constructor de dicha clínica, la cual se conoce, hasta el día de hoy, como "Policlínina Luis Razetti".
Como profesor, se dedicó a la docencia durante más de la mitad de su vida; impartiendo a lo largo de dieciséis años, la cátedra de Anatomía y desde 1914 hasta su muerte, la cátedra de Clínica Quirúrgica. Además, dictó cátedras de Patología Externa y Medicina Operatoria y Obstetricia. Por el gran alcance de su labor educativa y por el sobresaliente número de discípulos que llegó a formar, fundó una escuela propia en la Facultad de Medicina de la Universidad Central de Venezuela. En 1908, desempeñó el rectorado de la Universidad Central de Venezuela (había sido vicerrector en 1901) y en 1909, se desempeñó como senador por el estado Zulia. Como médico en función social, fue un higienista autodidacta y en una época, en la que aún no existía el Ministerio de Sanidad y Asistencia Social, llevó a cabo campañas contra el alcoholismo, la tuberculosis, la prostitución, las enfermedades venéreas, la mortalidad infantil y el cáncer.
A raíz de la muerte del hijo predilecto del general Juan Vicente Gómez, Ali Gómez, una de las primeras víctimas de la pandemia de gripe de 1918 en Venezuela, se creó la Junta de Socorro del Distrito Federal presidida por el doctor Razetti. Esta junta realizó un censo de los lugares donde la epidemia era mayor, se dio cuenta de que la miseria y la falta de higiene, además de la desnutrición, contribuían más a la propagación de la enfermedad. Se establecieron hospitales en casas de familias o en lugares públicos como en la esquina de Castan, o en la esquina de Maturín, donde funcionaba la logia masónica. Se prohibieron las concentraciones públicas como fiestas y reuniones, incluso los niños dejaron de ir a la escuela y no se oficiaron misas en las iglesias. Los cadáveres se contaban por centenares, en el Cementerio General del Sur se mandaron a construir numerosas fosas individuales y una gran fosa común para aquellas víctimas de la epidemia. Hoy a ese lugar se le llama “La Peste”. Los hospitales se convirtieron en depósitos de cadáveres, en especial el Hospital Vargas de Caracas. Ya para principios de 1919, y gracias a las medidas sanitarias impuestas por Razetti, la gripe se autolimitó y fue disminuyendo su virulencia. Este trágico episodio demostró que Venezuela no estaba preparada para una epidemia de semejante magnitud y que la desnutrición y la pobreza son factores que contribuyen a la expansión de la enfermedad.
En 1924, la denuncia que hizo de la excesiva mortalidad infantil le costó un exilio de casi un año en Curazao. Por otra parte, como biólogo, Razetti realizó una tarea esencialmente divulgadora, ya que, junto con Vicente Marcano, David Lobo Senior, Elías Toro y Guillermo Delgado Palacios, formó parte de las primeras oleadas del positivismo biológico en Venezuela. En 1904, sostuvo una intensa polémica acerca de la legitimidad de la doctrina de la descendencia, la cual despertó reacciones contrarias de algunos miembros de la comunidad científica y en especial la de José Gregorio Hernández. La Doctrina de la Descendencia y ¿Que es la Vida? son libros de su autoría, escritos como resultado de dicha polémica. Tal vez, haya sido, en ese sentido, el más polémico y vanguardista de los médicos venezolanos. Su nombre es también sinónimo del Código de Moral Médica, publicado en 1928, de repercusión continental. En honor a su trayectoria una de las dos escuelas de Medicina de la Universidad Central de Venezuela lleva su nombre así como el Instituto Oncológico de Caracas. 

## Publicaciones
Sus publicaciones testimonian su papel de pionero de la medicina preventiva. En 1893 funda la Gaceta Médica de Caracas, órgano informativo de la Academia Venezolana de la Medicina del, cual fue director hasta 1906. Entre las más destacadas están:
- La doctrina de la descendencia, en la Academia de Medicina. Un volumen de 261 páginas, 1906. Libro destinado a conservar comentados, todos los discursos pronunciados en la Academia de Medicina durante la discusión sobre la legitimidad de la descendencia orgánica como teoría científica. Esta discusión duró desde el 1° de septiembre de 1904, hasta el 4 de mayo de 1905.[5]
- ¿Qué es la vida? 1907. —Obra de divulgación científica en la cual hace una exposición de la doctrina de la descendencia y de la teoría mecánica de la vida.[5]
- La cruzada moderna. Un volumen de 330 páginas, 1907. —Obra de higiene social destinada a combatir el abuso del alcohol.[5]
- Manual del antialcoholismo. Un volumen de 126 páginas, 1913. —Texto oficial para el uso de las escuelas y colegios nacionales.[5]
- Lecciones y notas de cirugía clínica. Un volumen de 287 páginas, 1917. —Comprende algunas de sus lecciones clínicas y comunicaciones a la Academia de Medicina.[5]

Además publicó algunos folletos: Homenaje a Haeckel, Elogio de Darwin, Consejos a las madres, El modernismo, Las enfermedades venéreas, Lección inaugural del Instituto Anatómico, El saneamiento de Caracas, La epilepsia del Libertador, Las histerectomías.